# Port lotniczy Lhasa-Gonggar

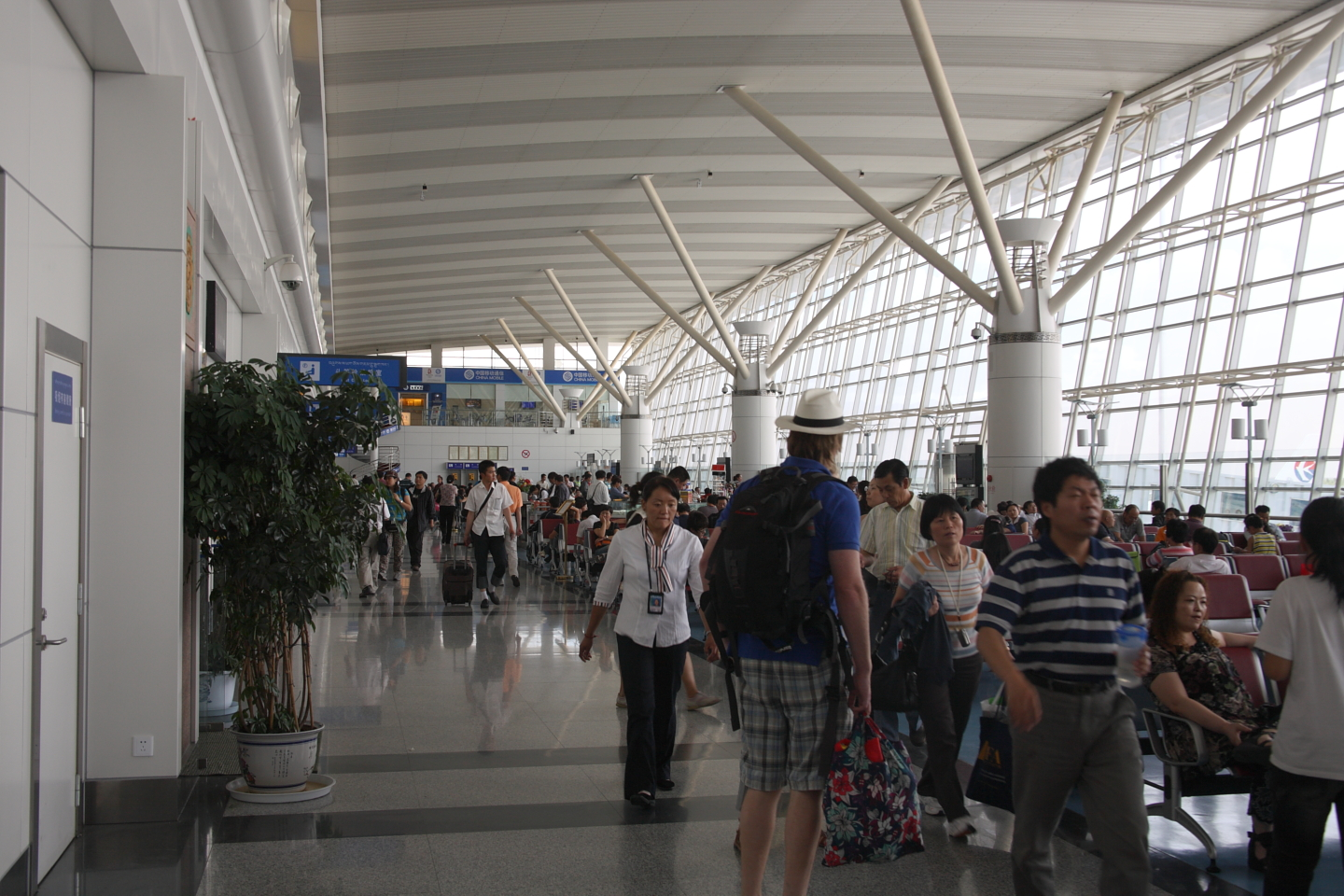
Terminal

Port lotniczy Lhasa-Gonggar (IATA: LXA, ICAO: ZULS) – port lotniczy położony 45 km na południe od Lhasy w Tybecie, w Chińskiej Republice Ludowej. Lotnisko cywilne, jedno z najwyżej położonych na świecie. Posiada dużą infrastrukturę terminalową znajdującą się w pobliżu drogi do Tsetang, stolicy prefektury Shannan. Drugi pas startowy został zbudowany w 1994 roku, a terminal został zmodernizowany w 2004 roku.

## Historia
Budowa lotniska w Tybecie, określanego w żargonie lotniczym jako „przechodzące przez „garb” Wyżyny Tybetańskiej”, została zaakceptowana po serii ryzykownych prób wytyczania korytarzy powietrznych i kilku śmiertelnych wypadkach podczas II wojny światowej. Pierwsze lotnisko zostało zbudowane w maju 1956, w południowo-zachodnim Damxung na wysokości 4200 metrów. W 1965 otwarto lotnisku w Gonggar, a lotnisku w Damxung zamknięto kilka lat później. Obecnie jest to główne lotnisku Tybetu, łącząc wiele miejsce w regionie.

## Infrastruktura
Nowa autostrada między Lhasa i lotniskiem została zbudowana przez Departament Transportu Tybetu kosztem 1,5 mld RMB. Jest to czteropasmowa droga o długości 37,68 km. Ta droga częściowo jest częścią Autostrady Narodowej 318 i rozpoczyna się od dworca kolejowego Lhasa, przechodzi przez Caina w Qushui, a kończy się między północnym wejściem do tunelu Gala i na południe od głównego mostu na rzece Lhasa.

## Linie lotnicze i połączenia
| Linia Lotnicza          | Kierunek |
| ----------------------- | --- |
| Air China               | 1. Pekin 2. Chengdu-Shuangliu 3. Chengdu-Tianfu 4. Chongqing 5. Ngawa 6. Katmandu 7. Xigazê |
| Chengdu Airlines        | 1. Chengdu-Shuangliu 2. Chengdu-Tianfu 3. Chongqing 4. Fuzhou 5. Wuhan 6. Zhengzhou |
| China Eastern Airlines  | 1. Changsha 2. Chengdu-Tianfu 3. Diqing 4. Guangzhou 5. Hohhot 6. Huai’an 7. Kunming 8. Lianyungang 9. Szanghaj-Pudong 10. Xi’an |
| China Southern Airlines | 1. Chongqing 2. Guangzhou |
| Chongqing Airlines      | 1. Chongqing |
| Himalaya Airlines       | 1. Katmandu |
| Lucky Air               | 1. Chengdu-Tianfu 2. Kunming 3. Mianyang 4. Wuhan 5. Zhengzhou |
| Sichuan Airlines        | 1. Chengdu-Shuangliu 2. Chengdu-Tianfu 3. Chongqing 4. Hangzhou 5. Katmandu 6. Kunming 7. Lijiang 8. Mianyang 9. Urumczi 10. Xi’an 11. Xining |
| Tibet Airlines          | 1. Pekin 2. Changsha 3. Chengdu-Shuangliu 4. Chongqing 5. Dazhou 6. Guangyuan 7. Guiyang 8. Hangzhou 9. Jinan 10. Kunming 11. Lanzhou 12. Linyi 13. Luzhou 14. Mianyang 15. Nanchong 16. Nankin 17. Ngari 18. Qamdo 19. Qingdao 20. Szanghaj-Hongqiao 21. Shenzhen 22. Shijiazhuang 23. Taiyuan 24. Tiencin 25. Wenzhou 26. Wuhan 27. Xi’an 28. Xining 29. Xuzhou 30. Yibin 31. Zhengzhou |
| West Air                | 1. Chongqing 2. Golmud 3. Hefei 4. Luzhou 5. Wanzhou 6. Zhengzhou |
| Xiamen Air              | 1. Chongqing 2. Fuzhou 3. Xiamen |